# Psychotherapy and Psychosomatics
Die Zeitschrift Psychotherapy and Psychosomatics (Psychother. Psychosom.) ist eine medizinische Fachzeitschrift für Psychotherapie und Psychosomatik mit Peer-Review. Sie wurde 1953 als Acta Psychotherapeutica et Psychosomatica gegründet und erhielt ihren heutigen Namen 1965. Sie wird durch S. Karger herausgegeben, Hauptherausgeberinnen sind Fiammetta Cosci und Jenny Guidi, Giovanni Andrea Fava ist Honorary Editor. Gemäß Journal Citation Reports hatte die Zeitschrift 2014 einen Impact Factor von 9.196.